# Společnost křesťanů a Židů
Společnost křesťanů a Židů je česká religionistická společnost s posláním mezináboženského dialogu.
Byla založena 17. března 1991 s cílem podporovat dialog mezi křesťany a Židy, ale také zprostředkovat jejich vzájemný rozhovor a kontakt se širokou veřejností.

## Vznik a poslání
V reakci na vývoj po druhé světové válce, kdy se křesťané postupně přihlašovali ke své spoluodpovědnosti za holocaust, také usilovali její zakladatelé o rozvoj vzájemných vztahů a dialogu, porozumění a tolerance. Za dobu svého působení zorganizovala a nadále organizuje Společnost křesťanů a Židů velké množství přednášek, kulturních akcí, navázala kontakt s mnoha významnými představiteli těchto obou světových náboženství a po celou dobu vydávala svůj Zpravodaj. Je rovněž členskou organizací Mezinárodní rady křesťanů a Židů (International Council of Christians and Jews, ICCJ).